# Hedwig Jaenichen-Woermann
Hedwig Woermann o Hedwig Jaenichen-Woermann (Hamburg, 1r de novembre de 1879 - Wustrow, Mecklenburg-Pomerània Occidental, 22 de desembre de 1960 és una escultora i pintora alemanya.

## Biografia
Hedwig Woermann va començar la formació artística amb el pintor alemany Fritz Mackensen a Worpswede, on va conèixer Paula Modersohn-Becker, Clara Westhoff, Ottilie Reylaender i Rainer Maria Rilke.
A París des de 1900, va treballar al taller d'Antoine Bourdelle, a l'Impasse du Maine, entre 1901 i 1903. És una de les seves primeres practicants, al costat de Gaston Toussaint i Edwin Bucher. També va servir de model per a les obres de Bourdelle (incloent-hi el bust de La Fiancée (vers 1900) i el tors de L'école Allemande (vers 1900).
Va tenir un taller d'escultura a Roma des del 1903 fins al 1908, any del seu matrimoni amb Johann Jaenichen. El 1909 vivia en un apartament a Sceaux on va treballar fins al 1914. Es va establir a Dresden i es va dedicar a la pintura. Va produir retrats i pintures sobre seda, una tècnica en la qual es va especialitzar des de finals dels anys vint.
En el període d'entreguerres, va viatjar a París, Amèrica del Sud (sobretot Buenos Aires) i Àfrica. Va exposar els seus Rollbilder (pintures enrotllades sobre tela) a la Galeria Neumann/Nierenhof de Berlín l'any 1929, i va presentar una retrospectiva de les seves obres (principalment pintures -sobre seda, al tremp envernissat- incloent un retrat de Joséphine Baker) a la galeria de la Renaissance a París el 1931. Es va establir definitivament el 1936 a Wustrow, on hi ha la seva casa-taller, i on va viure fins a la seva mort el 1960.
Les seves obres es conserven a Alemanya. Al Museu Bourdelle es conserven fotografies de Woermann treballant al taller de Bourdelle i a Roma, així com un conjunt de dotze cartes intercanviades entre Woermann i Bourdelle entre 1901 i 1921.
1. ↑  «Hedwig Jaenichen-Woermann - Person - Archivportal-D». [Consulta: 20 octubre 2024].
2. ↑  A propos des artistes de Worpswede, voir http://www.worpswede-museen.de/kolonie-kuenstler/ottilie-reylaender.html
3. ↑  Stéphanie Cantarutti. Bourdelle (en francès). Alternatives, coll. « Art en scène », 2013, p. 174. ISBN 978-286227-731-8.
4. ↑  «Répertoire de sculpture française» (en francès/anglès). frenchsculpture.org, 2012. Arxivat de l'original el 2018-04-12. [Consulta: 9 abril 2018]..
5. 1 2  Anne Rivière. Dictionnaire des sculptrices (en français). Mare & Martin, 2017, p. 599 p.. ISBN 979-10-92054-57-6.
6. ↑  Perrine Vernay «Exposition de Hedwige Woermann à la Galerie de la Renaissance». Revue du vrai et du beau, 10 febrer 1931, n°155, p. 6.
7. ↑  Georges Omer «De nombreux artistes étrangers exposent actuellement à Paris» (en français). Paris-Soir, 16-01-1931, p.2.
8. ↑  A propos de la "Wohnhaus und Atelier von Woermann", voir
9. ↑  Algunes són visibles al lloc web de la Woermannhaus
10. ↑  Se'n publiquen fragments a: Antoine Bourdelle, Cours et leçons à l'Académie de la Grande Chaumière 1909-1922, edició establerta per Laure Dalon, volum 2, Paris, Paris-Musées, Édition des Cendres, 2007, 397 p., ISBN 978-2-7596-0035-9, pp. 374-377.